# Tiroler Wasserkraft Arena Innsbruck
 (avril 2025).
La Tiroler Wasserkraft Arena est une patinoire située à Innsbruck en Autriche. Elle fait partie du complexe OlympiaWorld Innsbruck.

## Description
La patinoire ouvre en 2005 avec une capacité de 3 058 spectateurs.
La patinoire accueille notamment l'équipe de hockey sur glace du HC Innsbruck de l'EBEL depuis son ouverture et les épreuves de hockey sur glace des Jeux olympiques de la jeunesse d'hiver de 2012.